# 千田廟公園
千田廟公園（せんだびょうこうえん）は、広島県広島市南区宇品御幸にある都市公園（街区公園）である。

## 概要
明治期の宇品港（現在の広島港）築港事業（1884年〜89年）に貢献した広島県知事・千田貞暁を顕彰するため建立された公園である。千田の銅像および千田廟社を中心に、新開地（埋立地）として造成された宇品地区の歴史を示すモニュメントが集められており、かつての「宇品新開」（現在の宇品地区に相当する）の北西端付近（広島市南区宇品御幸1丁目）に位置する。

## 沿革
宇品港・宇品新開竣工後の1895年（明治28年）、この地に広島市・同進社が「宇品新開地紀念碑」を建立した。その後、1915年（大正4年）には築港事業における千田の功績を讃え、「千田知事銅像兼宇品港築港記念碑」が同地に建立された。千田の像は宮本瓦全作によるブロンズ像で、右手に築港設計図を手にして広島湾を望む方向に立っており、台座は枢密顧問官・細川潤次郎撰による「宇品港止碑」となっている。銅像の建立以降、千田の命日である4月23日には市民によって千田を偲ぶ祭りが催されたというが、1925年（大正14年）には千田廟（千田廟社・千田神社）が建立されて同地近辺が公園として整備された。公園内に所在するその他のモニュメントとしては、日清戦争当時の1895年4月、従軍記者として宇品港を出航した俳人・正岡子規の句碑「行かば我 筆の花散る 處まで（ゆかばわれ ふでのはなちる ところまで）」（1922年9月建立）がある。
銅像は第二次世界大戦中の金属供出を免れたが、1945年（昭和20年）8月6日の原爆投下に際して他の施設とともに被災した。しかしいずれも大きな損傷はなく現在に至っている。
また、明治天皇の来広を記念して御幸通り沿いに植樹された御幸松を記念する石碑（1909年1月建立）が、御幸通り拡張工事のため1970年公園内に移設され、新たな松も植樹されていたが、周辺道路の整備が終わった2010年（平成22年）に地元住民の要望で、公園内から元の場所近くの広島南道路沿いに再移設された。

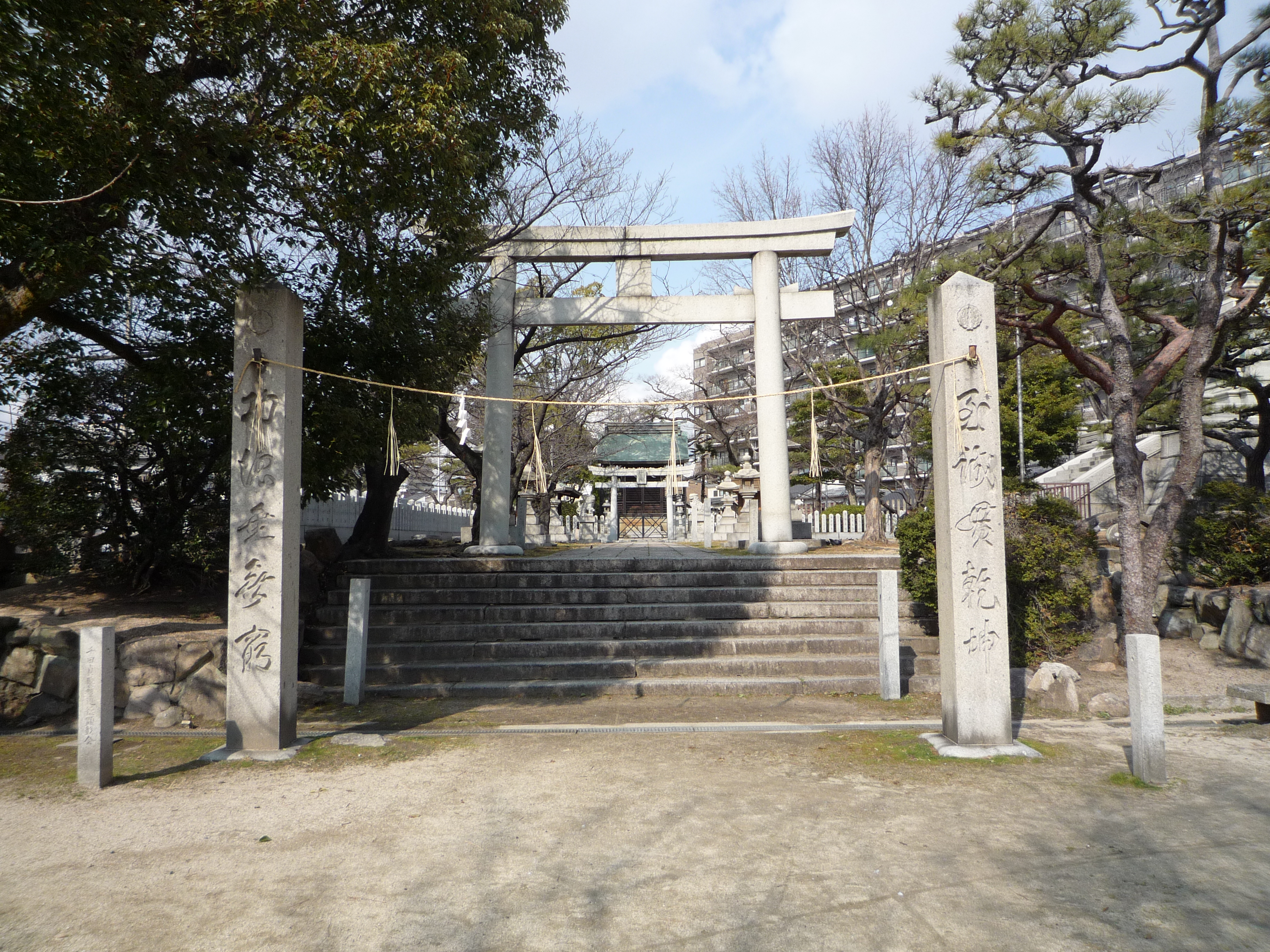
千田廟社
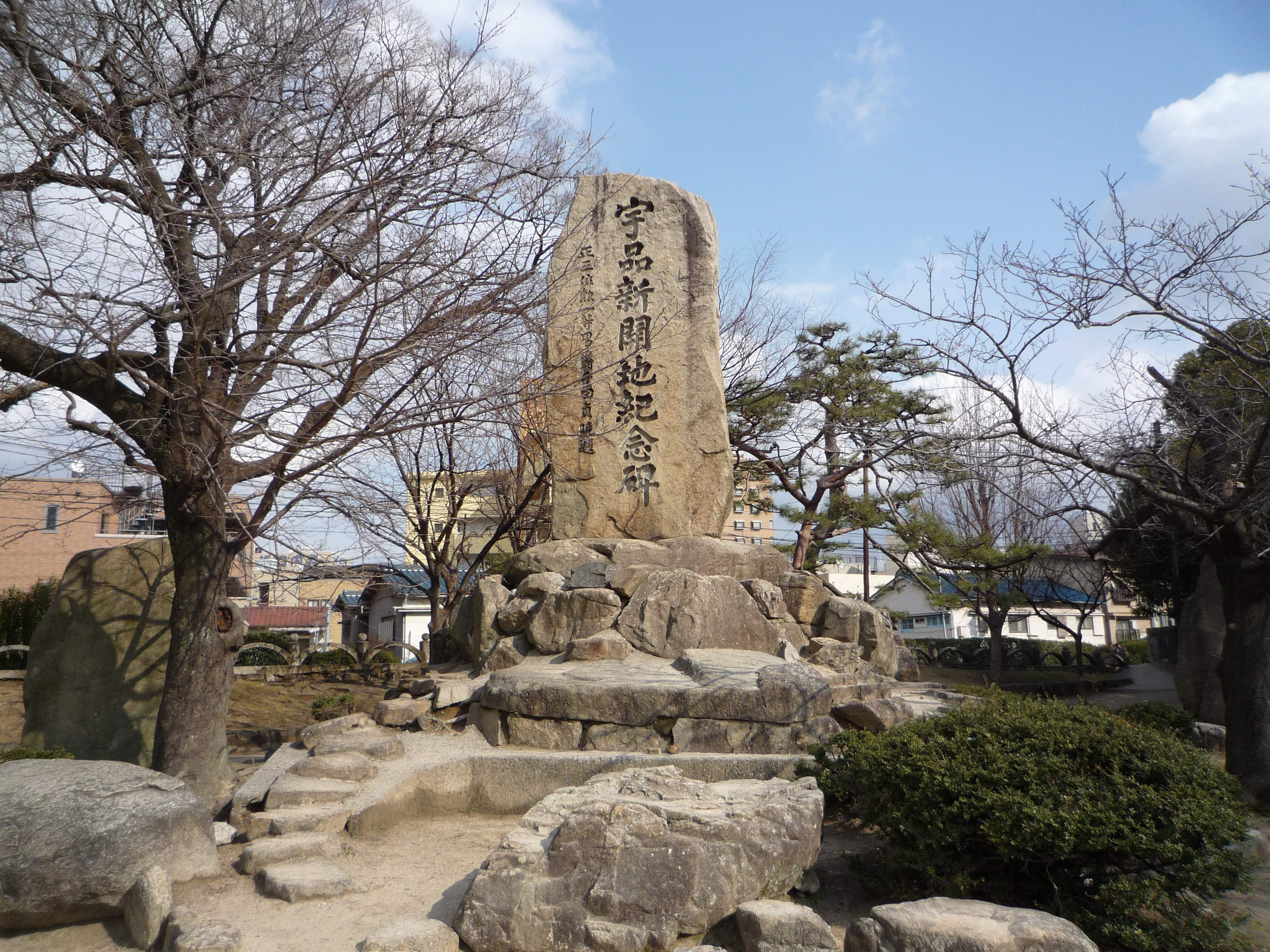
宇品新開地紀念碑
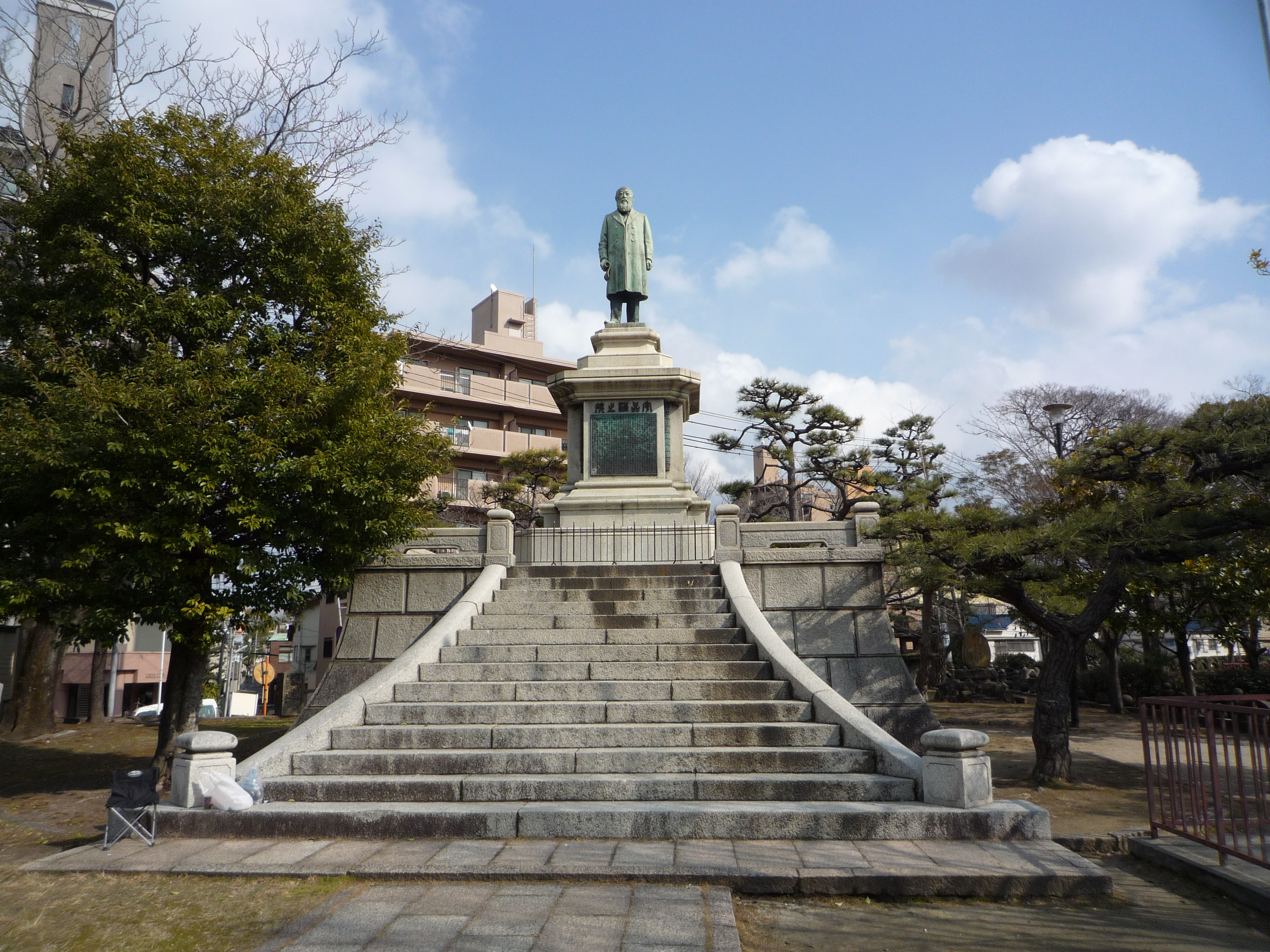
千田知事銅像（および宇品港築港記念碑）
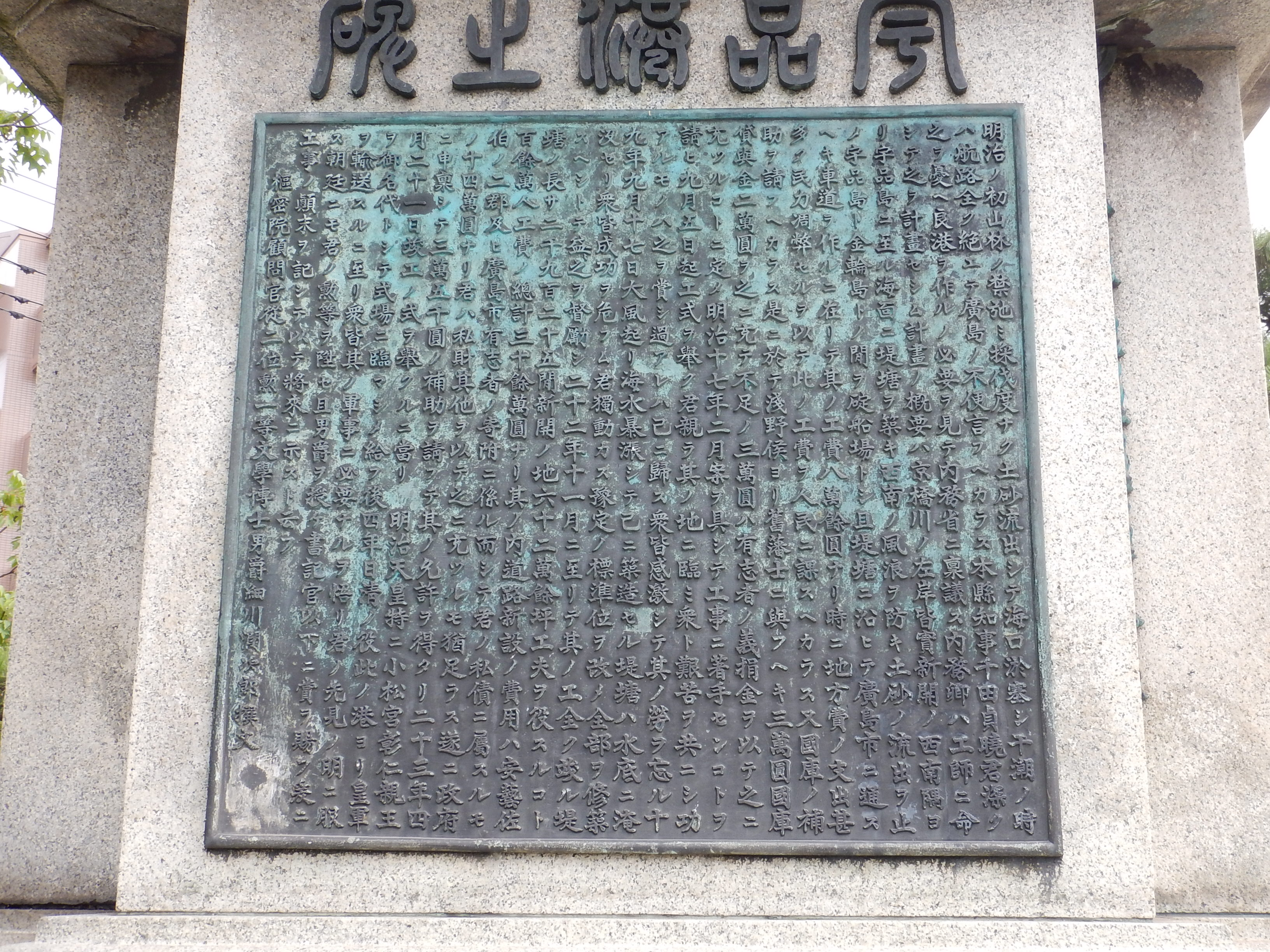
千田知事銅像兼宇品港築港記念碑碑文
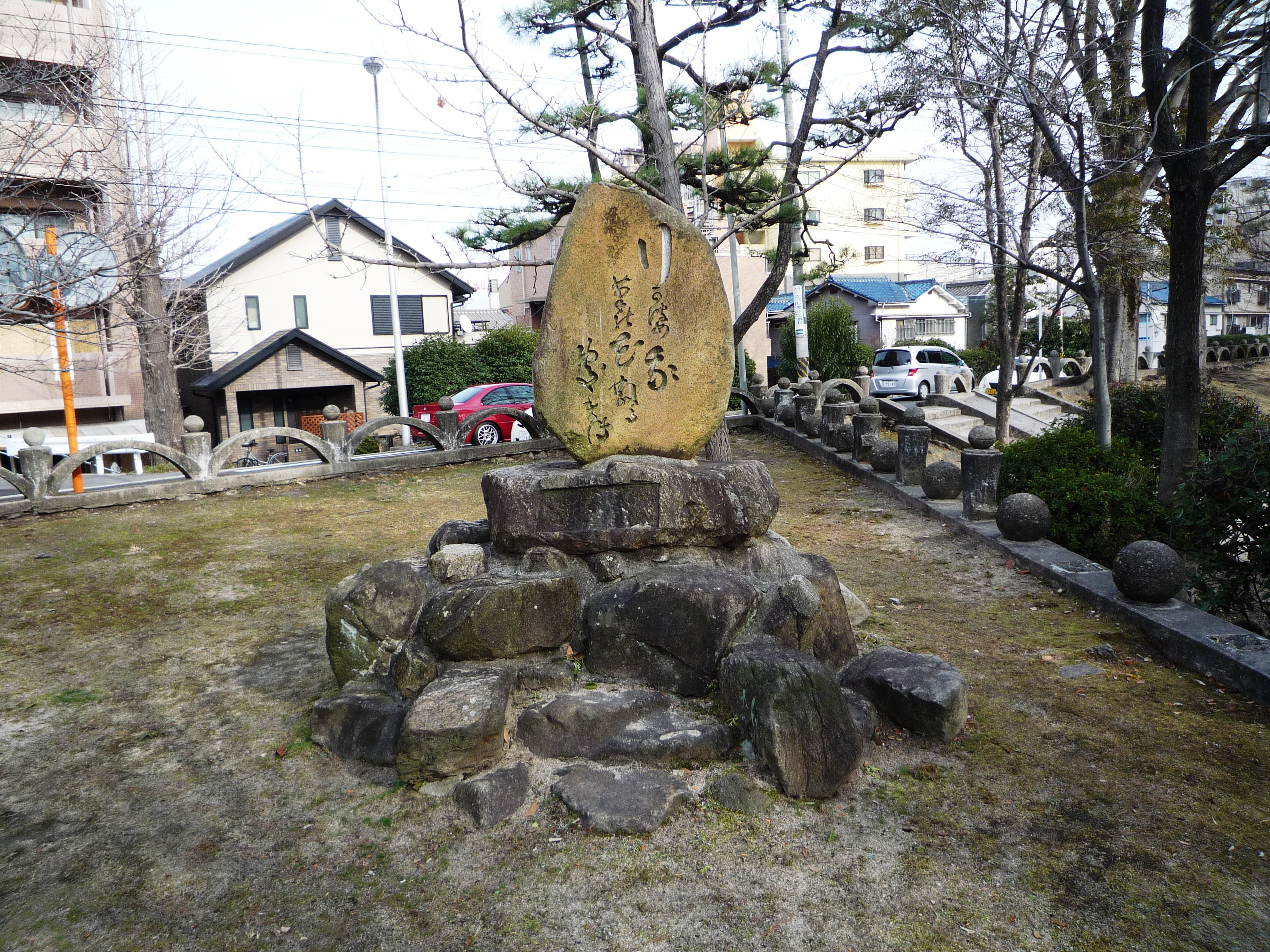
正岡子規句碑
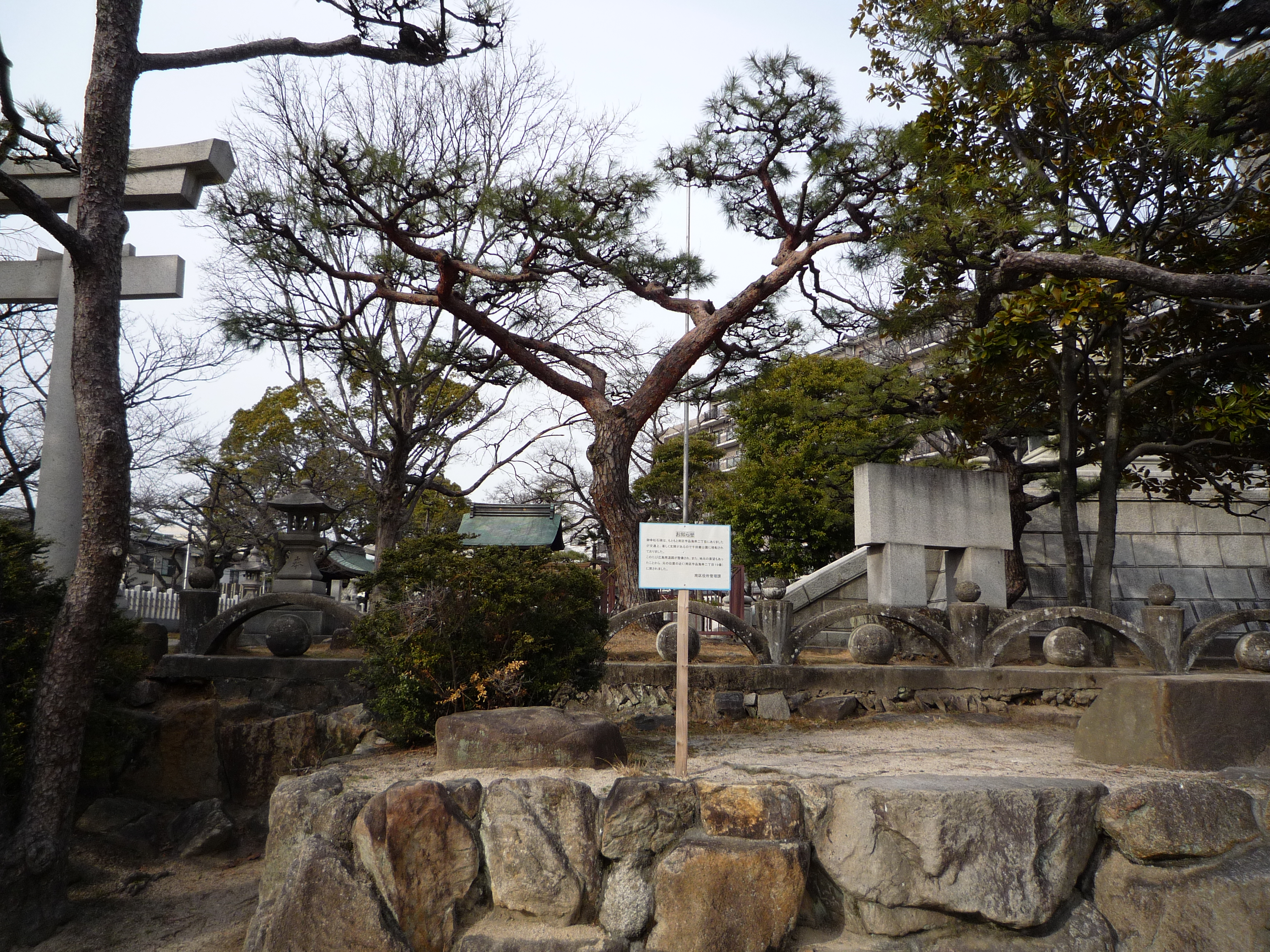
御幸松の碑があった場所

千田知事銅像兼宇品港築港記念碑碑文

## 立地

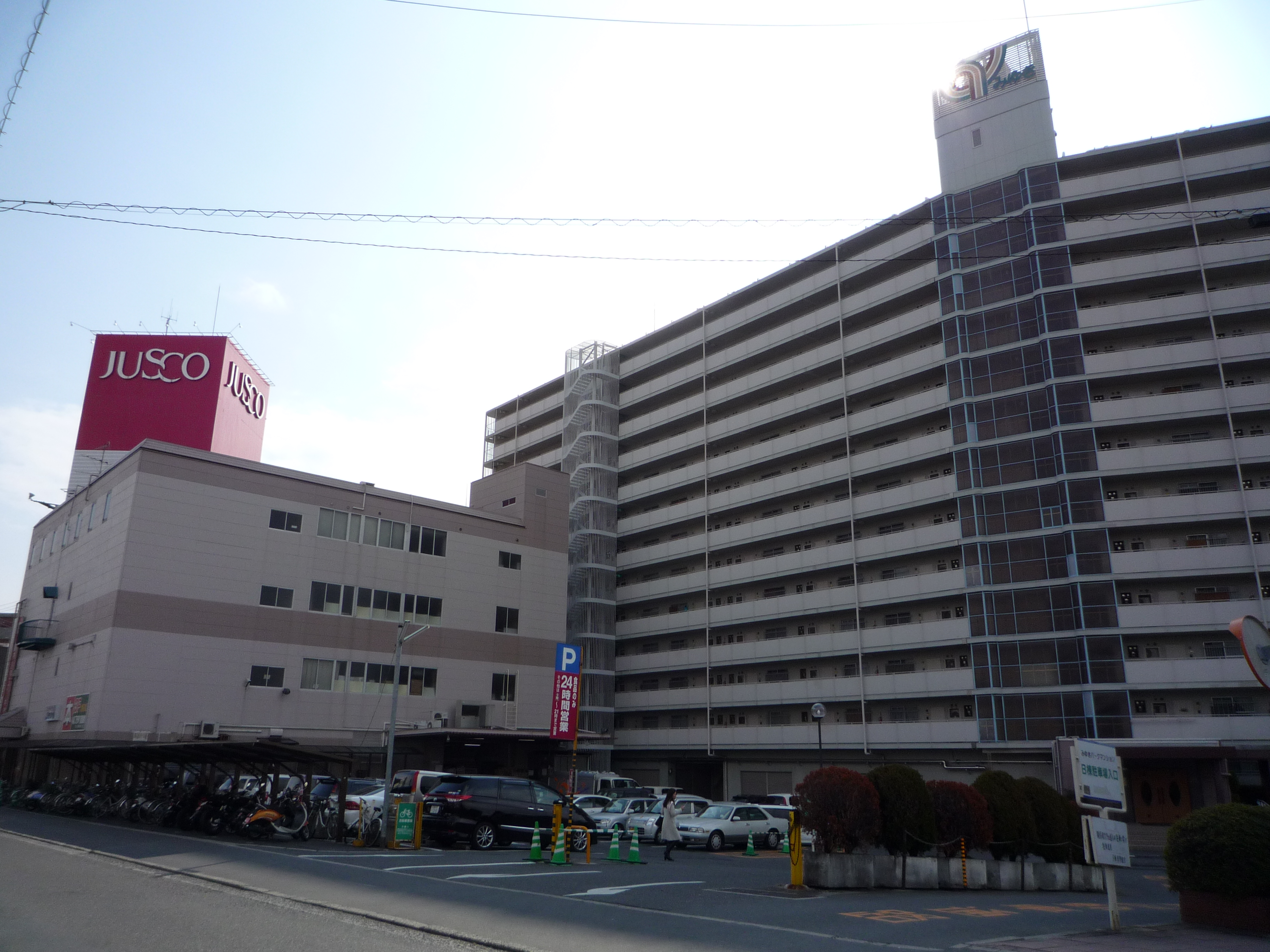
みゆきパーク・マンション

公園の南隣には、1973年（昭和48年）まで広陵高等学校が存在していたが、現在は再開発されみゆきプラザ（イオンみゆき店・みゆきパーク・マンション）になっている。また電車通りを挟んで東方には広島大学附属中学校・高等学校、南東方向には県立広島病院が所在する。